# Rue Saint-Joseph (Québec)
Pour les articles homonymes, voir Rue Saint-Joseph.
La rue Saint-Joseph est une artère de Québec.

## Situation et accès
Cette rue commerciale située dans le Saint-Roch.

## Historique

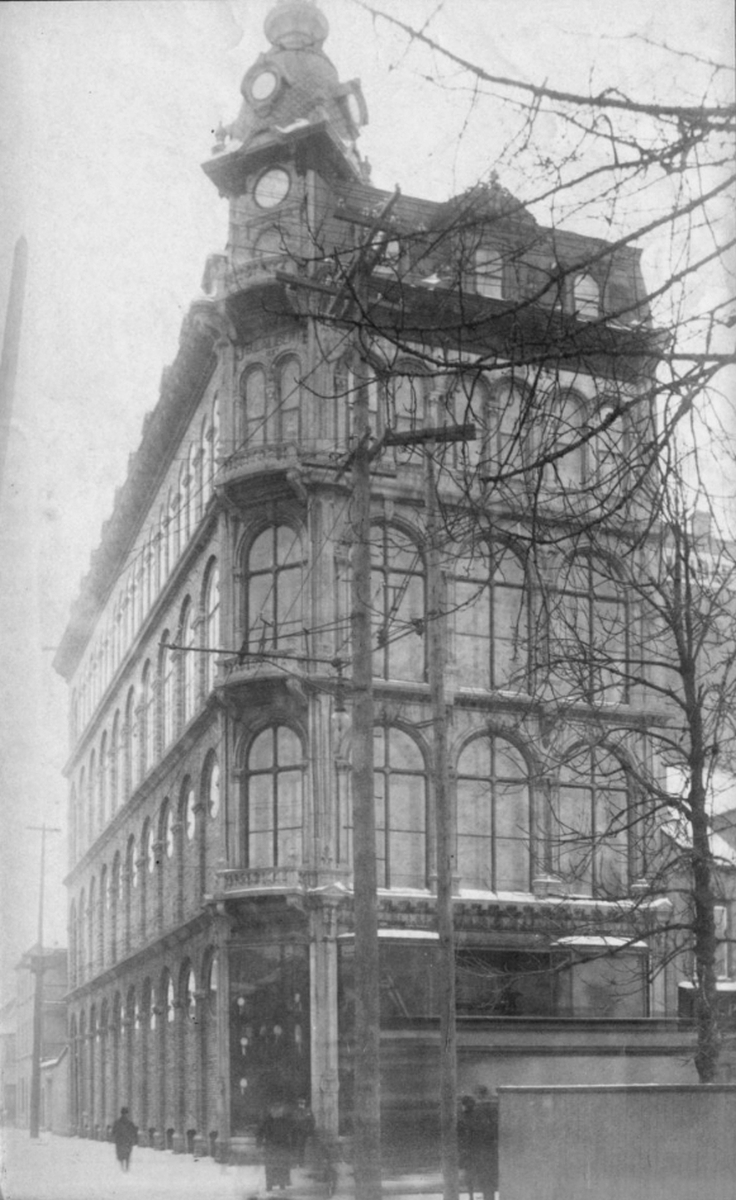
L'édifice Laliberté, à l'angle des rues Saint-Joseph et de la Chapelle, vers 1895

Cette rue a été pendant longtemps, de la fin du XIXe siècle à la fin des années 1960 environ, la plus importante artère commerciale de Québec. À son apogée, elle comptait environ 125 commerces, dont certains grands magasins réputés: Laliberté, le Syndicat de Québec , La Compagnie Paquet ainsi que le magasin Pollack . La fermeture d'usines et l'exode démographique de Saint-Roch au profit de la périphérie après la Seconde Guerre Mondiale marqueront toutefois l'arrivée de jours plus sombres pour la rue Saint-Joseph.

### Mail Saint-Roch
Devant l'exil de la clientèle vers les centres commerciaux de banlieue et à la suite d'un rapport sur la recomposition de Saint-Roch par la firme Canadian Urban Economics — la Ville de Québec entreprend en 1974 de recouvrir de béton et de plexiglas la portion de Saint-Joseph à l'est de la rue de la Couronne à fin d'en faire une galerie marchande, sans vocation exclusivement commerciale toutefois et ce, de concert avec le bétonnage des berges de la rivière Saint-Charles. L'ambigüité quant à la possession du mail - entre clientèle ou flâneurs - a notamment contribué à en faire un lieu de convergence pour des personnes marginalisées. Selon Mercier et Mascolo (1995), cette dualité d'occupation du mail et le fait que la rue Saint-Joseph, même couverte, demeurait une voie publique d'accès à des résidences privées (à tout heure du jour et à quiconque) a condamné à l'échec le mail.
Cet endroit s'est appelé Mail Saint-Roch puis Mail Centre-ville. La situation économique s'étant dégradée au début des années 1980, le mail est devenu un refuge hivernal intéressant pour les itinérants, alors que la clientèle commerciale se faisait de plus en plus rare, d'autant plus que le secteur manquait de stationnement. Par exemple, les magasins Pollack, Paquet et Syndicat de Québec ferment respectivement leur porte en 1978, 1981 et 1991, annonçant la fin d’une époque. La décision de démolir progressivement le mail a été prise à la fin des années 1990, et la dernière portion du toit a été enlevée en 2007. L'effet a été mitigé, de nombreux commerces, certains de luxe, venant s'installer sur la rue Saint-Joseph. La mixité sociale et économique demeure un enjeu actuel.

## Bâtiments remarquables et lieux de mémoire
- Bureau d'arrondissement de La Cité-Limoilou
- Bibliothèque Gabrielle-Roy
- Théâtre de la Bordée
- Théâtre l'Impérial Bell
- Manifestation internationale d'art de Québec
- Maison J.-B.-Laliberté
- Urban Outfitters

### Parcs et promenades et monuments
- Place Jacques-Cartier
- Québec, Printemps 1918